# Stingray
Stingray je americký lehký tank, vyvinutý společností Cadillac Gage (dnes Textron Marine & Land Systems). Kvůli dosažení nízké ceny byl tank navržen tak, aby v něm bylo možno použít co nejvíce komponentů z jiných amerických obrněných vozidel. Jediným uživatelem je Thajsko.

## Stingray
Vývoj tanku byl zahájen v roce 1983 a v srpnu roku 1984 byl dokončen první prototyp. V letech 1988 až 1990 bylo dodáno celkem 106 kusů tanků do Thajska. Hlavní zbraň tanku tvoří 105mm kanón. Maximální rychlost tanku na silnici činí 71 km/hod. Je schopen překonat vertikální překážku o výšce max. 82 cm. Brodivost je 107 cm.

## Stingray II
Stingray II je novější verze tanku Stingray, vyvinutá společností Cadillac Gage pro export. Jde o lehký tank s vysokou pohyblivostí a manévrovatelností, vhodný pro průzkumné účely, pro plnění úkolů dělostřelecké palebné podpory, apod. Čelní pancíř odolá střelbě průbojnou municí z kulometu ráže 14 mm. Pro zlepšení ochrany může tank být vybaven přídavným pancéřováním. Dojezd se oproti starší verzi zvýšil o 40 km (při cestovní rychlosti 48 km/h). Výkon motoru byl zvýšen na 550 hp (410 kW) při 2300 otáčkách za minutu. Tank má ochranu proti účinkům zbraní hromadného ničení.
Hlavní zbraň je britský 105mm kanón řady L7, instalovaný v elektro-hydraulicky poháněné zbraňové věži. Kanón má ejektor, úsťovou brzdu a termoizolační plášť hlavně. Zaměřovač je duplicitní, pro střelce a velitele. Tank má digitální systém řízení palby. K dispozici je systém nočního vidění, termovizní systém a laserový dálkoměr. Kanón má stabilizaci v obou osách. Doplňkové zbraně tvoří koaxiální 7,62mm kulomet se zásobou 2400 ks nábojů a 12,7mm protiletadlový kulomet M2 Browning se zásobou 1100 nábojů, lafetovaný na horní části věže. Na každé boční straně věže je čtyřhlavňový granátomet.

## Popis
Čelní pancíř je šikmý a v jeho horní části se nachází průlez pro řidiče. Horní část korby je vodorovná s mírným zvýšením v zadní části, kde je umístěn motor. Boční stěny korby jsou kolmé. Zadní část korby je rovněž kolmá a jsou zde umístěny výfuky motoru. Věž se nachází zhruba uprostřed trupu, její čelo se vertikálně zužuje a boky jsou šikmé. Protiletadlový kulomet ráže 12,7 mm je na pravé straně věže. Tank má na každé straně šest pojezdových kol, tři kladky, které podpírají pásy, jedno napínací kolo umístěné vpředu a jedno hnací kolo, které je vzadu.